# Ribeira da Janela (řeka)
Ribeira da Janela je menší řeka na ostrově Madeira patřící Portugalsku. Své vody sbírá asi ze čtyřiceti potůčků stékajících po úbočích jejího údolí, začínajícího na Rabaçalu. Nejdelší přítok pramení na planině Paul da Serra pod kopcem Estaquinhos (1603 m n. m.). U jejího ústí, ve stejnojmenné obci, se z vod oceánu zvedá skála, která z jednoho směru připomíná vztyčený prst.